# Robert Falcucci
Pour les articles homonymes, voir Falcucci.
Robert Falcucci (10 avril 1900 - 13 mai 1989) est un peintre, illustrateur, affichiste et décorateur français.

## Biographie

### Enfance
Robert Falcucci est né à Châteauroux, fils de Joseph Falcucci, originaire du village de Verdesis en Castagniccia (Corse), et de Solange Fabulet, originaire du Berry.
En 1903, son père, receveur de la Poste, est nommé à Saint-Aubin-Château-Neuf dans l’Yonne. En 1911, il demande son transfert à Héry (Yonne) pour faciliter les déplacements à Auxerre du jeune Robert qui est au lycée Paul-Bert. Robert est initié au dessin et à la peinture par Cécile Cavaillé-Coll (1854-1944), peintre et designer, petite-fille du « plus célèbre facteur d'orgues du XIXe siècle » Aristide Cavaillé-Coll (1811-1899).

### Études
Robert Falcucci reçoit donc à l'âge de 12 ans sa première formation artistique, en dessin et aquarelle, avant de poursuivre ses études à l'académie de Passy, puis aux galeries des Beaux-Arts. En 1919, il effectue son service militaire à Paris. Libéré trop tardivement de ses obligations militaires, il ne peut concourir à l’École des Beaux-Arts, mais est admis à l’École Nationale Supérieure des Arts Décoratifs de Paris. Il continue d’entretenir avec la famille Cavaillé-Coll d’étroites relations, notamment avec le frère de Cécile, Emmanuel Cavaillé-Coll (1860-1922), « décorateur et aquarelliste de renom dont il apprend beaucoup ».
Il épouse, en 1924, Odile Ginioux avec qui il aura sept enfants. Un de ses fils est Joseph Falcucci, acteur et comédien de doublage.

### Carrière
Il est employé par le constructeur automobile Renault de 1923 à 1927, et crée de nombreuses pages publicitaires dans des magazines, notamment pour Omnia, la revue pratique de l'automobile, et Automobilia. Le 14 juin 1927, il signe une page en couleur dans le magazine L'Illustration. La même année, il visite Marrakech et le Haut Atlas.
En 1928, il est retenu par le couturier Paul Poiret (1879-1944). Ce dernier lui commande plusieurs illustrations pour Pan, annuaire du luxe, publication à destination de l'industrie et des boutiques de luxe. Il les signe de son pseudonyme Wurci. Plus tard, il collabore au  magazine ABC de Poiret.
Dans les années 1930, il illustre le programme du Rallye de Monte-Carlo de 1932, exécute l'affiche du 30e Concours Lépine et celle de la PLM qui fait la promotion de la liaison Juan-les-Pins-Antibes (1937).
Dans les années 1940, il travaille dans son nouvel atelier au 4 de la rue Georges-Berger (Paris 17e) à partir de 1943. Il illustre l'œuvre de R. Hervouin Guynemer, héros légendaire parue en 1944, les œuvres de P. Riber, Le lesté et Ouvert flèche parues en 1945 ainsi que les éditions Colomba de Mérimée Barry (1946). De 1939 à 1945, il est peintre des Armées,.
Dans les années 1950, il décore la première Caravelle (1957) et une galerie cathédrale pour la rue Royale (1958).
Dans les années 1960, à la demande d'Air France, il conçoit des décorations pour deux Boeing 707, respectivement baptisés Château de Maintenon et Compiègne. En 1960, il se rend en Algérie pour servir dans une compagnie d'infanterie en Grande Kabylie. Il dessine également la statue de la monumentale Chapelle Saint-Pierre du Basilique du Sacré-Cœur de Montmartre (crypte) en 1960 et conçoit le programme officiel du Festival de Cannes de 1967.
Dans les années 1970, il revient pour s'installer définitivement à Saint-Aubin-Château-Neuf où il a noué une complicité artistique et spirituelle avec le Père Alype-Jean Noirot, curé du village et auteur de La vallée d'Aillant dans l'histoire, prix de l'Académie française en 1976. Robert Falcucci emménage dans l'ancien relais de poste à l’abandon qui vient d'être restauré, dans la voie nommée aujourd'hui ruelle Falcucci.
Dans les années 1980, alors qu'il est toujours peintre de l'Armée, il est choisi pour réaliser la couverture du programme officiel de la Fête nationale du 14 juillet 1982.
En 1985, il réalise les vitraux en gemmail des « Mystères du Rosaire » dans la basilique Saint-Pie-X de Lourdes (Hautes-Pyrénées).
Il meurt en son domicile de Saint-Aubin-Château-Neuf le 13 mai 1989 à l’âge de 89 ans et est inhumé dans le cimetière du village.

## Contributions bibliophiliques
- Paul Ribers, Flèches ouvrantes - En marge d'une batterie anti-chars - La drôle de guerre - En guerre - Veille et paix, 12 planches hors-texte par Robert Falcucci, 500 exemplaires numérotés, Groupe Silex éditeur, Paris, 1945.

## Expositions

### Expositions personnelles
- Falcucci, Galerie Tia-Boucher, Migennes, janvier-février 1990.
- Falcucci, Les Abattoirs, Avallon, juin-août 2010.
- Robert Falcucci, Musée Jean-Larcena, Saint-Aubin-Château-Neuf, avril-juin 2014[4].
- Vente de l'atelier Robert Falcucci, Salorges Enchères, La Baule, 18 juillet 2020[13].

### Expositions collectives
- Affiches, palais de la Publicité, Exposition universelle de 1937, Paris[14].
- Salon d'hiver, Paris, 1947[15].
- Paris Posters, Musée de l'affiche et de la publicité, Paris, 1982[16].
- Robert Falcucci, Jean Robinet, Jean Zucchet - Huiles, aquarelles, photographies, Comité art et culture, La Châtre, juillet-août 1983.
- Salon des artistes français, 1984[17].
- Salon national des Armées, dont 1981 (31e Salon) et 1990 (40e Salon : Hommage à Robert Falcucci[18]).
- Full steam ahead : Ocean travel posters, 1930s, Museum of Modern Art, New York, août 2011 - février 2012.
- Peintres corses et de la Corse des XIXe et XXe siècles, Galerie Alexis Pentcheff, Marseille, décembre 2013 - janvier 2014[19].
- L'Art sacré en lumière, logis de l'abbaye Saint-Germain d'Auxerre, avril-mai 2023[20].

## Réception critique

### À propos du peintre
- « S'il sait montrer l'attention à la Nativité ou sur les Maquis de Corse que portent ses personnages, il sait sur Variation sur un nu rendre calme la gourmandise de la chair pour qu'elle se satisfasse de la contemplation. On ne classe pas Falcucci. » - Abbé Alype-Jean Noirot[21]
- « Un art tendre teinté de religiosité, une technique savante inspirée des maîtres d'autrefois. » - Gérald Schurr[22].
- « En 1917, âgé de 17 ans, Robert Falcucci s'échappe du collège d'Auxerre pour se rendre sur le front. Il est ramené par les gendarmes. Mais l'héroïsme militaire demeurera l'un des thèmes majeurs de son œuvre picturale… Le chemin vers l'enfer qu'empruntent les soldats pourrait être ce fleuve de feu que Robert Falcucci a imaginé, Verdun évoquant à lui seul toute la violence d'une guerre ayant marqué l'avènement d'une nouvelle ère. » - Juliette Roy-Prévot[10]

### À propos de l'affichiste
- « La mode apportera une "silhouette nouvelle" à chaque saison depuis le milieu des années 1930… Les affiches le confirment aussi : la baigneuse dessinée par Robert Falcucci pour magnifier Juan-les-Pins en 1937 apparaît plus "modelée" que la baigneuse filiforme dessinée par Jean-Gabriel Domergue pour magnifier Nice en 1935. Cette tendance traverse la fin du XXe siècle jusqu'à nos jours. » - Gilles Boëtsch[23]

## Conservation

### Collections publiques

#### États-Unis
- High Museum of Art, Atlanta :
  - La Montagne, affiche lithographique, 1954[24].
  - Lisez le Dauphiné, affiche lithographique, 1955[25].

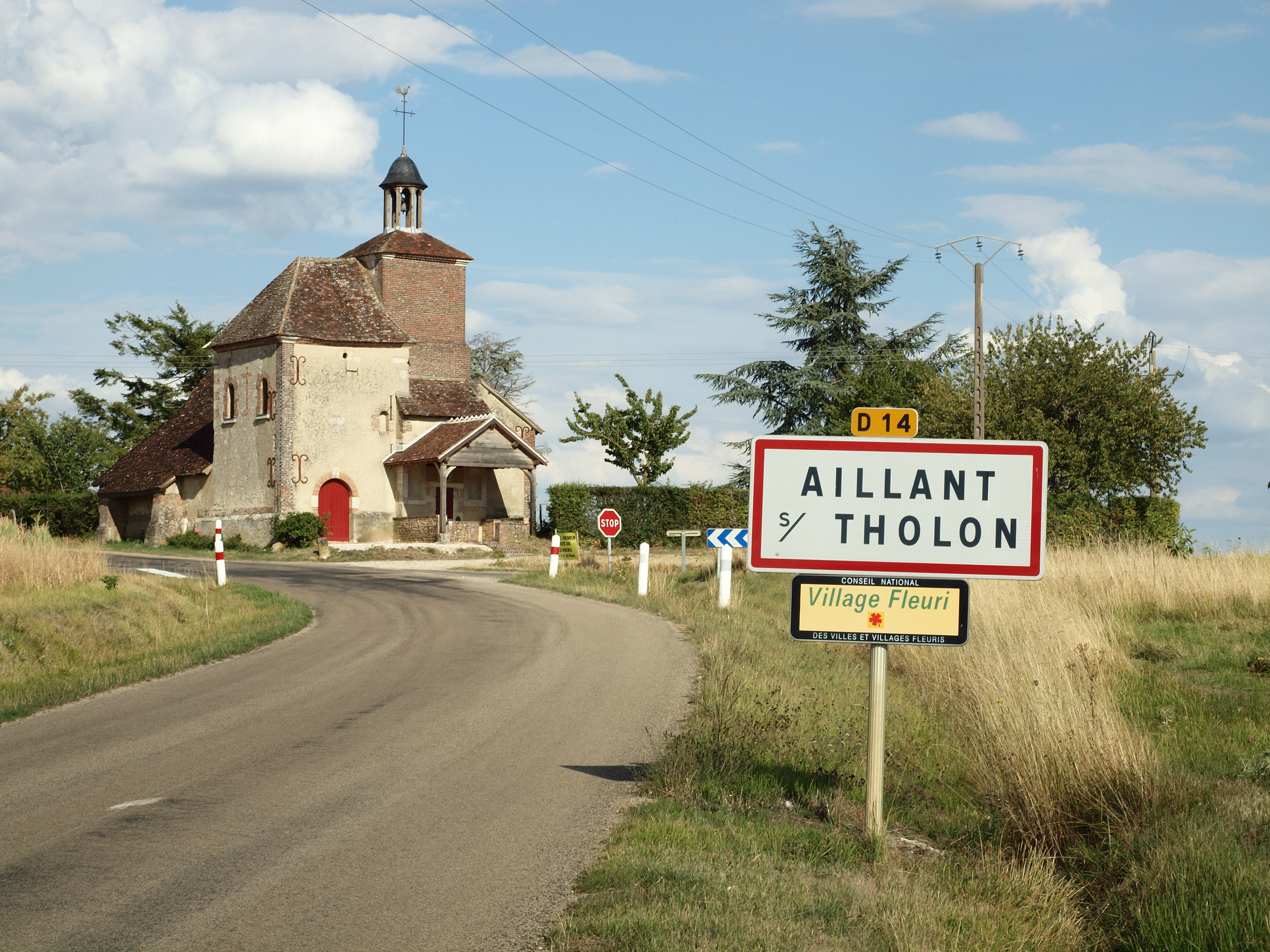
Chapelle-ermitage Sainte-Anne, Aillant-sur-Tholon

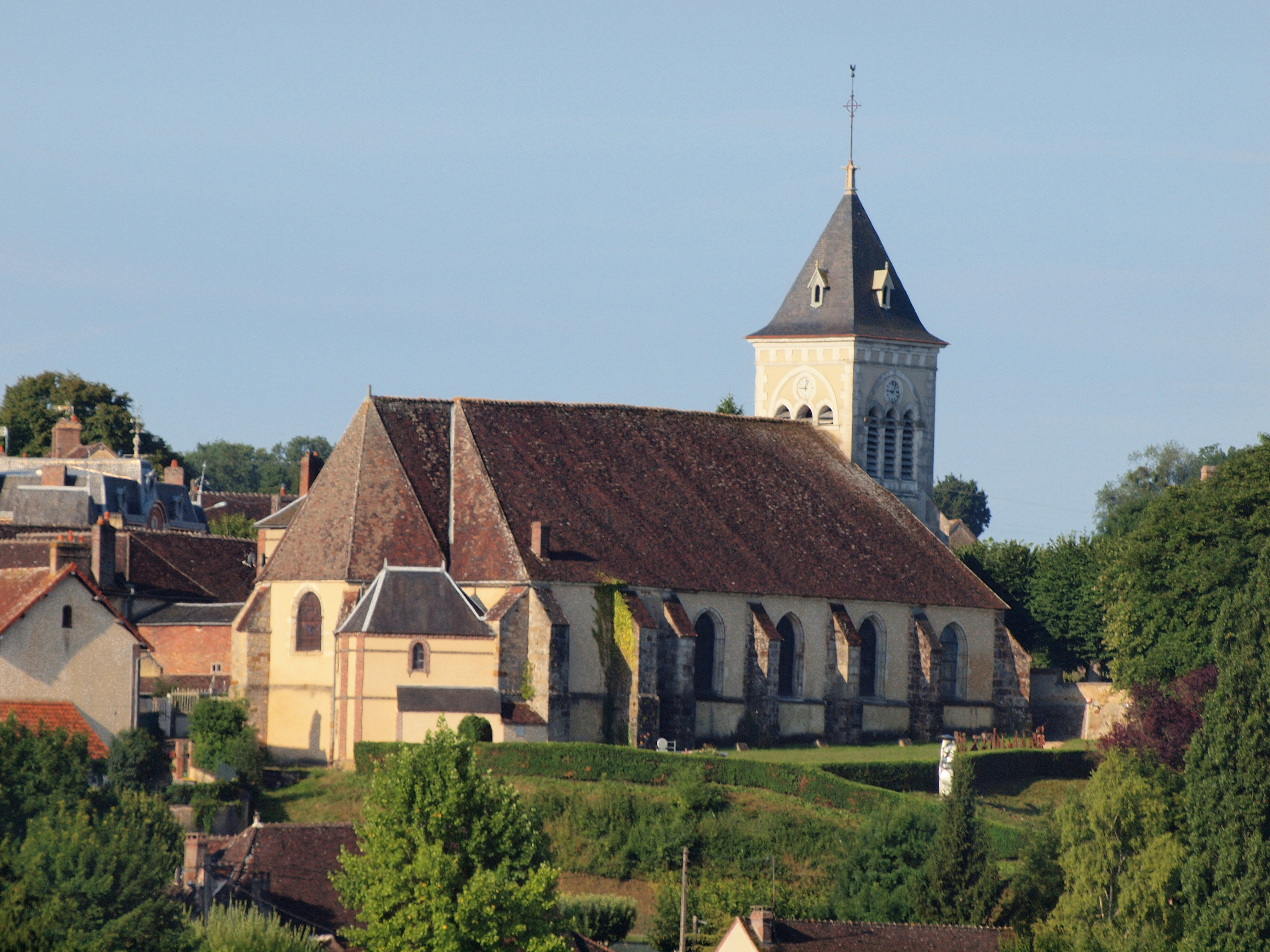
Église Saint-Aubin-et-Saint-Léonard, Saint-Aubin-Château-Neuf

#### France
- Chapelle-ermitage Sainte-Anne, Aillant-sur-Tholon, Christ et Marie-Madeleine, fresques murales.
- Musée de la Corse, Corte, plusieurs peintures dont La Veillée funèbre[26].
- Mémorial de Verdun, Fleury-devant-Douaumont, Verdun, fleuve de feu, huile sur toile 165x390cm[10].
- Abbatiale Saint-Robert de La Chaise-Dieu, chemin de croix de la chapelle des Pénitents, 1980[27].
- Basilique Saint-Pie-X de Lourdes, vitraux.
- Le Compa, le musée de l'agriculture, Mainvilliers (Eure-et-Loir), Faucheuse n°7 McCormick, affiche 100x65cm[28].
- Bibliothèque Forney, Paris, Porto Cruz, affiche lithographique 45x34cm[29].
- Département des estampes et de la photographie de la Bibliothèque nationale de France, Paris.
- Musée Air France, Paris, Europe - Air France, affiche, 1948.
- Musée Carnavalet, Paris, Commissariat à la lutte contre le chômage - Charrons, forgerons, maréchaux, menuisiers, selliers, serruriers, charpentiers, du travail vous attend à la campagne, affiche 150x100cm, 1941[30].
- Basilique du Sacré-Cœur de Montmartre, chapelle Saint-Pierre de la crypte, Christ avec un cœur sur la poitrine et les bras étendus, 1960[31].
- Fonds national d'art contemporain, Puteaux, Les Croix de bois, gouache sur papier marouflé sur panneau 195x144cm, avant 1984[17].
- Église Saint-Aubin-et-Saint-Léonard de Saint-Aubin-Château-Neuf, peintures dont Christ guérissant les malades et vitrail Le Baptême du Christ[32],[33].
- Église Saint-Maurice de Saint-Maurice-Thizouaille, fresque murales : La Nativité, Le Baptême de Jésus, La Cène, Le Chemin de Croix[34].

#### Royaume-Uni
- British Museum, Londres, Tireur à l'arc avec chien en forêt, médaille bronze[35].

### Collections privées

#### France
- Henri Braun-Adam (1900-1977), Erbalunga, Corse, aquarelle 22x30cm[36].
- Chambre de commerce et d'industrie Aix Marseille-Provence, Palais de la Bourse, Marseille, Chemin de fer P.L.M. - Compagnie générale transatlantique - Paris-Alger - Liaison rapide par Marseille, affiche, 1939[37].

#### Italie
- Lauro Malavolti, Modène, 2e Grand Prix automobile - Monaco, 6 avril 1930, affiche, 1930[38].

## Prix et distinctions
- Premier Prix du concours d'affiches de la Ligue maritime française, 1917.
- Peintre officiel des Armées, 1948[2].